# جاشوا کلوز
 جاشوا کلوز (انگلیسی: Joshua Close؛ زادهٔ ۳۱ اوت ۱۹۸۱) یک هنرپیشه اهل کانادا است که از فیلم‌ها یا برنامه‌های تلویزیونی که وی در آن نقش داشته است می‌توان به مینی سریال اقیانوس آرام اشاره کرد.